# Belgique au Concours Eurovision de la chanson 2023
La Belgique est l'un des trente-sept pays participants du Concours Eurovision de la chanson 2023, qui se déroule à Liverpool au Royaume-Uni. Le pays est représenté par Gustaph avec la chanson  Because of You, sélectionnés lors de la sélection nationale, l'Eurosong 2023. Le pays se classe 7e avec 182 points lors de la finale.

## Sélection
Le diffuseur VRT confirme sa participation à l'Eurovision 2023 le 5 juin 2022, confirmant par la même occasion que le représentant sera sélectionné via l'Eurosong 2023.

### Format
Eurosong 2023 se compose de cinq émissions préliminaires nommées songclubs, diffusées en direct entre le 9 et le 13 janvier 2023, ainsi que d'une finale, elle aussi diffusée en direct, le 14 janvier 2023.

Sept candidats ont été sélectionnés par la VRT pour participer à cette édition d'Eurosong, avec deux chansons chacun. Lors des songclubs, chaque participant interprète ses deux chansons devant les six autres, et finit par choisir seul, à la lumière des conseils de ses concurrents, la chanson avec laquelle il disputera la finale.

La finale sera retransmise en direct du Palais 12 de Bruxelles, le samedi 14 janvier 2023. Les résultats seront déterminés par le public belge au moyen du télévote, ainsi que par un jury composé de quinze membres.

Lors de la finale, des commentaires seront apportés aux candidats par quatre des membres de ce jury, à savoir Laura Tesoro (représentante du pays à l'Eurovision 2016), Alexander Rybak (vainqueur de l'édition 2009), Nikkie de Jager (co-animatrice de l'édition 2021) et Jérémie Makiese (représentant du pays à l'Eurovision 2022).

#### Songclubs
Les songclubs sont diffusés du lundi 9 au vendredi 13 janvier 2022, sur la chaîne Één. Ils sont présentés par Peter Van de Veire (en).
| Date       | Artiste       | Ordre | Chanson          | Paroles/Musique                                                                         | Résultat     |
| ---------- | ------------- | ----- | ---------------- | --------------------------------------------------------------------------------------- | ------------ |
| 9 janvier  | Loredana      | 1     | Dream in Colours | Tim Gosden, Maria Broberg, Tristan Henry, Loredana De Amicis, Serge Ramaekers           | Éliminée     |
| 9 janvier  | Loredana      | 2     | You Lift Me Up   | Udo Mechels, Loredana De Amicis, John Miles Jr., Pat Krimson                            | Sélectionnée |
| 10 janvier | Chérine       | 1     | Mon étoile       | Chérine Mroue, Hans Francken                                                            | Éliminée     |
| 10 janvier | Chérine       | 2     | Ça m'ennuie pas  | Chérine Mroue, William Rousseau, François Welgryn                                       | Sélectionnée |
| 10 janvier | Hunter Falls  | 1     | Ooh La La        | Tchiah Ommar Abdulrahman, Michael Garvin                                                | Sélectionnée |
| 11 janvier | Hunter Falls  | 2     | Home             | Tchiah Ommar Abdulrahman, Thomas "TK" Karlsson                                          | Éliminée     |
| 11 janvier | Ameerah       | 1     | Armageddon       | Astrid Roelants, Zac Poor                                                               | Éliminée     |
| 11 janvier | Ameerah       | 2     | The Carnival     | Astrid Roelants, Zac Poor                                                               | Sélectionnée |
| 12 janvier | Gala Dragot   | 1     | Emotion Ollie    | Max Robert Baby, Gala Aliaj                                                             | Éliminée     |
| 12 janvier | Gala Dragot   | 2     | T'inquiète       | Jan Lemmens, Yello Staelens, Gala Aliaj                                                 | Sélectionnée |
| 12 janvier | Gustaph       | 1     | "Because of You" | Stef Caers, Jaouad Alloul                                                               | Sélectionnée |
| 13 janvier | Gustaph       | 2     | "The Nail"       | Stef Caers                                                                              | Éliminée     |
| 13 janvier | The Starlings | 1     | "Oceanside"      | Kato Callebaut, Tom Eeckhout, Jeroen Swinnen, Ashley Hicklin                            | Éliminée     |
| 13 janvier | The Starlings | 2     | "Rollercoaster"  | Kato Callebaut, Tom Eeckhout, Laurell Barker, Thomas Stengaard, Andreas Stone Johansson | Sélectionnée |

#### Finale
La finale a eu lieu le 14 janvier 2023 et est elle aussi présentée par Peter Van de Veire. Chacun des sept candidats interprète la chanson choisie lors du songclub. Les résultats seront déterminés par le public belge au moyen du télévote, ainsi que par un jury composé de quinze membres,. À l'issue de chaque performance, quatre des membres de ce jury donnent des commentaires aux finalistes.
| Ordre | Artiste       | Titre           | Jury | Public | Total | Place |
| ----- | ------------- | --------------- | ---- | ------ | ----- | ----- |
| 1     | Hunter Falls  | Ooh La La       | 84   | 44     | 128   | 7     |
| 2     | Chérine       | Ça m'ennuie pas | 145  | 123    | 268   | 4     |
| 3     | The Starlings | Rollercoaster   | 94   | 183    | 277   | 2     |
| 4     | Ameerah       | The Carnival    | 107  | 64     | 171   | 5     |
| 5     | Gustaph       | Because of You  | 121  | 157    | 278   | 1     |
| 6     | Gala Dragot   | Tinquiète       | 146  | 125    | 271   | 3     |
| 7     | Loredana      | You Lift me Up  | 83   | 84     | 167   | 6     |

La finale s'achève donc sur la victoire de Gustaph, avec sa chanson Because of You.

## À l'Eurovision
À l'Eurovision, la Belgique a participé à la deuxième demi-finale, le 11 mai 2023. Elle s'y classe 8e avec 90 points, se qualifiant donc pour la finale. Lors de celle-ci, elle termine à la 7e place avec 182 points.